# Округ Ричланд (Висконсин)
Округ Ричланд (енгл. Richland County) је округ у америчкој савезној држави Висконсин.

## Демографија
По попису из 2010. године број становника је 18.021, што је 97 (0,5%) становника више него 2000. године.
| Група             | 2000.          | 2010.          |
| Белци             | 17.546 (97,9%) | 17.315 (96,1%) |
| Афроамериканци    | 27 (0,2%)      | 82 (0,5%)      |
| Азијати           | 38 (0,2%)      | 95 (0,5%)      |
| Хиспаноамериканци | 167 (0,9%)     | 360 (2,0%)     |
| Укупно            | 17.924         | 18.021         |